# 10066 Pihack
10066 Pihack eller 1988 XV2 är en asteroid i huvudbältet som upptäcktes den 1 december 1988 av den danska astronomen Poul Jensen vid Brorfelde-observatoriet. Den är uppkallad efter den kanadensiske amatörastronomen Brian Pihack.